# 高音さんと嵐ちゃん
『高音さんと嵐ちゃん』（たかねさんとあらしちゃん）は、なうちによる日本の漫画。
女子高生の高音羽奈と平野嵐の日常を描く百合漫画。

## 解説
2022年4月13日より作者のTwitter上でほぼ毎日投稿開始、Twitterでは総いいね数が400万を超えて書籍化となり、2023年4月21日に単行本が『MFコミックス』（KADOKAWA）にて発売された。
2023年に「次にくるマンガ大賞2023」Webマンガ部門と「WEBマンガ総選挙2023」にノミネートし、2024年に第7回「アニメ化してほしいマンガランキング」と「次にくるマンガ大賞2024」Webマンガ部門にノミネートされている。

## あらすじ
女子高生・高音羽奈と平野嵐。ある日、平野が痴漢に遇う。それを救ってくれたのが高音だった。平野は嵐はお礼をしたいと高音に会いに行くが「お礼の必要は無い」と冷たくあしらわれてしまう。ポジティブな嵐は「助けてくれた上にお礼いらないなんて、めっちゃいい人じゃん、」「やっぱりちゃんとお礼をしたい」と再度高音に会おうとするが中々見付からない。友人達に情報提供を頼み高音を捜索し、屋上で見付ける。翌日お礼にお手製の弁当を持参し、高音の元に向かい、そして何度か話す内に互いに惹かれ合う。

## 登場人物
平野 嵐（ひらや あらし）
元気いっぱいで友人も多い女の子。手先が器用で料理の腕前や裁縫もプロ並み。お手製のぬいぐるみや着ぐるみまで作れる。

高音 羽奈（たかね はな）
一匹狼でクールな天才美少女。高校卒業レベルの学問履修済みで学校からは顔だけ見せれば良いと了承を得ていて、大半を屋上で過ごす。文武両道で柔道では黒帯だが、体を動かすための趣味。

平野 静玖（ひらや しずく）
嵐の姉。強烈なシスコン。服を作るのが趣味で専門学校に通っていた。

此木 ゆら（このき ゆら）
嵐の友人。静玖のことが好き。

千世（ちせ）
嵐の友人、幼なじみ。

和美（なごみ）
嵐の友人、同人誌を作っている。

水井 みなも（みずい みなも）
嵐の後輩、高音に一目惚れし、聞き込みをして屋上に行くが、嵐と高音がイチャついてる所を目の当たりにし、限界化。2人の推しとなる。

烏丸 かもめ（からすま かもめ）
みなもの友人。観察力と鋭さがある。

高音 椿季（たかね つばき）
羽奈のいとこ。留学経験があり、英語はネイティブ。かわい子ちゃんに目がない。

香住 天（かすみ あめ）
椿季のことが大好き。自称椿季の恋人。

## 書誌情報
- なうち『高音さんと嵐ちゃん』KADOKAWA〈MFコミックス〉、既刊3巻（2024年6月21日現在）
  1. 2023年4月21日発売[8][1]、ISBN 978-4-04-682428-8
  2. 2023年11月22日発売[9]、ISBN 978-4-04-683139-2
  3. 2024年6月21日発売[10]、ISBN 978-4-04-683139-2